# La dama e l'unicorno

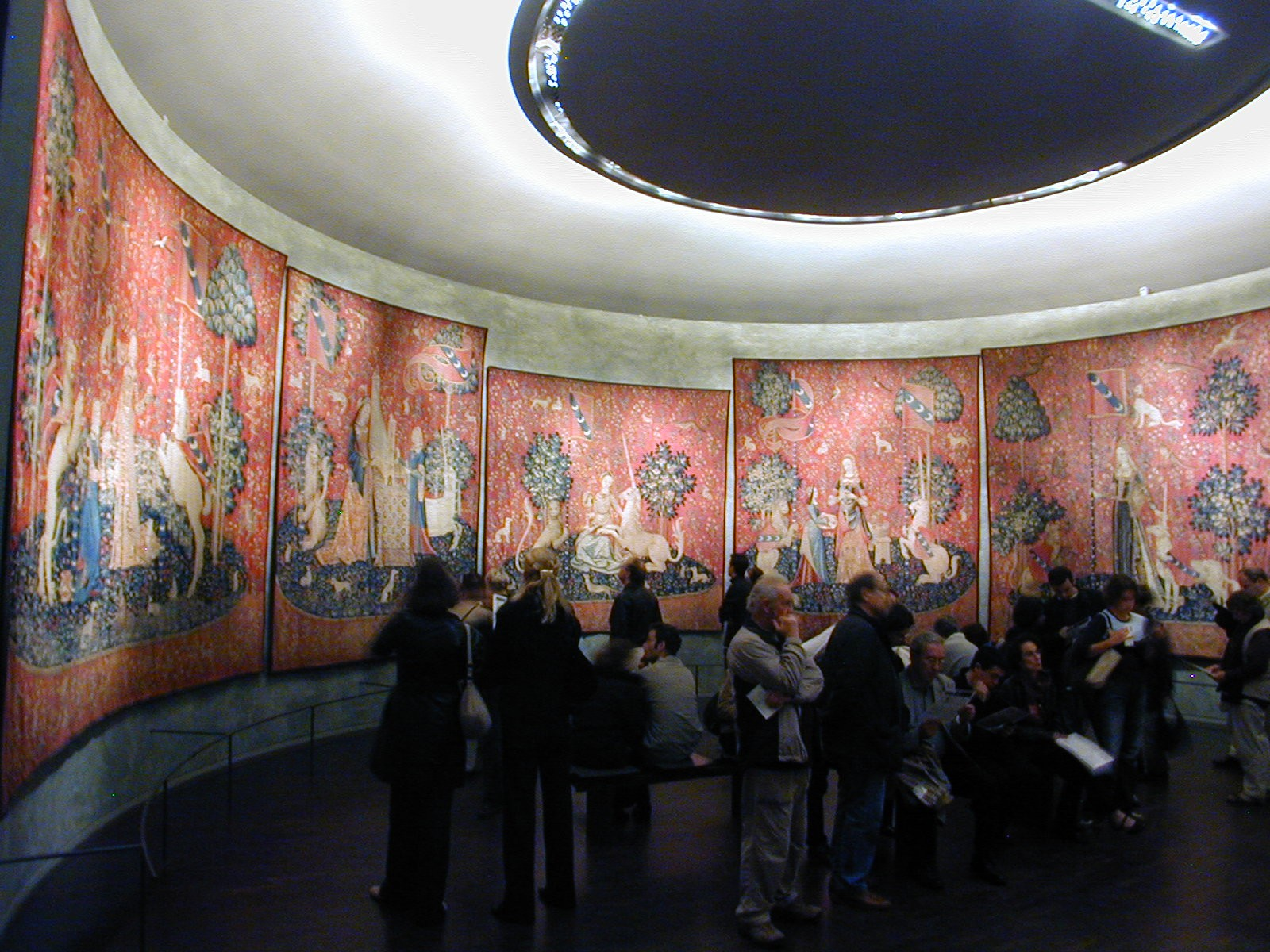
L'intero ciclo nell'allestimento del 1992-2011 presso il Museo nazionale del Medioevo di Parigi

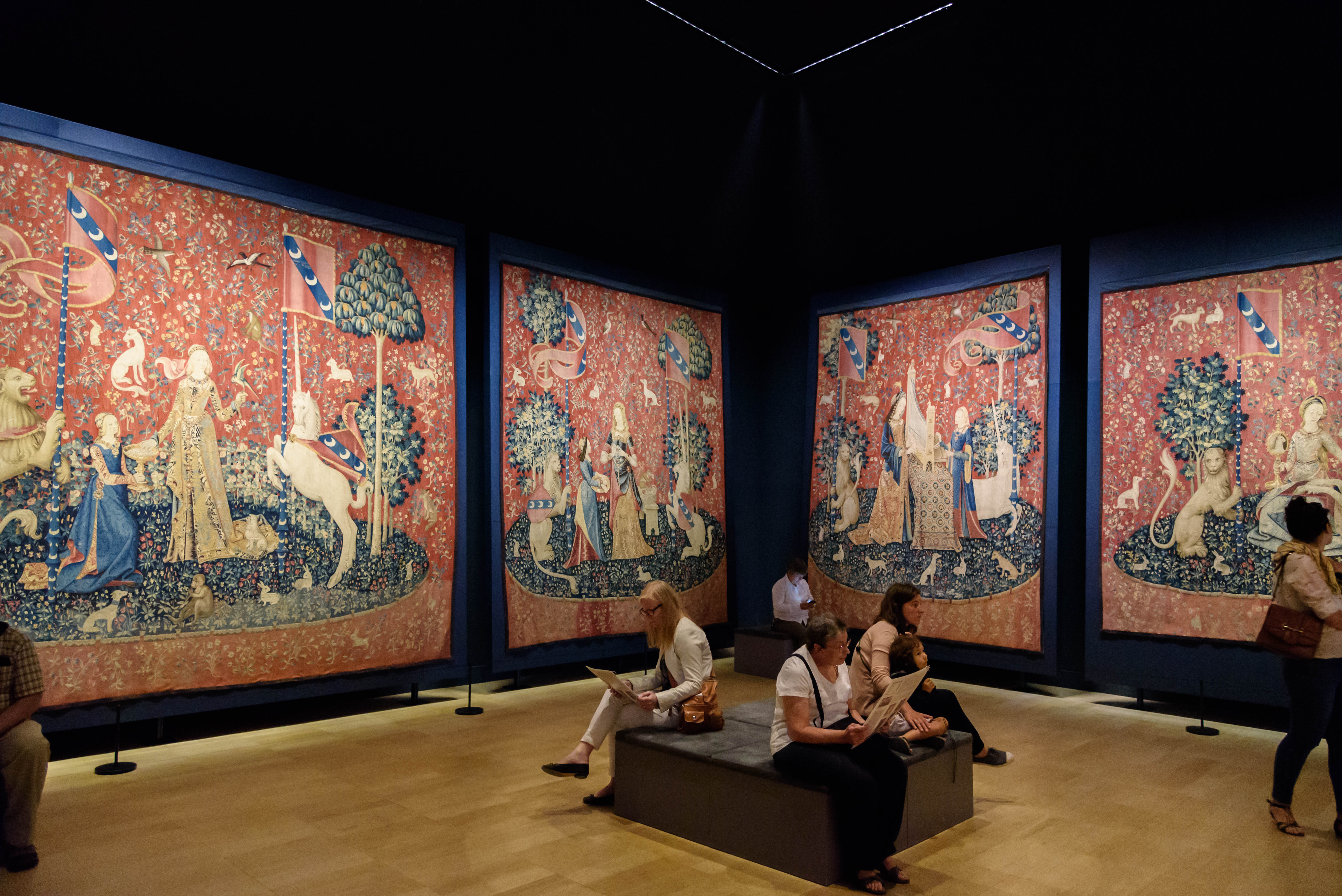
Il ciclo nell'allestimento del 2015

La dama e l'unicorno è un ciclo di arazzi fiamminghi della fine del XV secolo. Costituisce una delle più importanti opere di arazzeria del medioevo europeo.

## Storia
Gli arazzi furono tessuti nelle Fiandre tra il 1484 e il 1500. Commissionati da Jean Le Viste, presidente della Cour des aides di Lione, passarono per eredità alla famiglia Roberet, ai La Roche-Aymon e poi ai Rilhac che nel corso del XVIII secolo li trasportarono nel loro castello di Boussac.
Nel 1833 il castello fu venduto alla municipalità e diventò sede della sottoprefettura dell'arrondissement.
Nel 1841, molto danneggiati dalle condizioni in cui erano stati mal riposti e conservati, vennero notati da Prosper Mérimée, ispettore dei monumenti storici, e classificati come tali.
Nel 1882 la municipalità vendette gli arazzi a un collezionista parigino, M. Du Sommerard, che li collocò all Hôtel de Cluny a Parigi, che, dopo la donazione delle sue collezioni alla città, ospita il Museo nazionale del Medioevo.

## L'arazzo
Realizzato con lana e seta, iconograficamente fa riferimento allo stile millefiori.

## Il ciclo

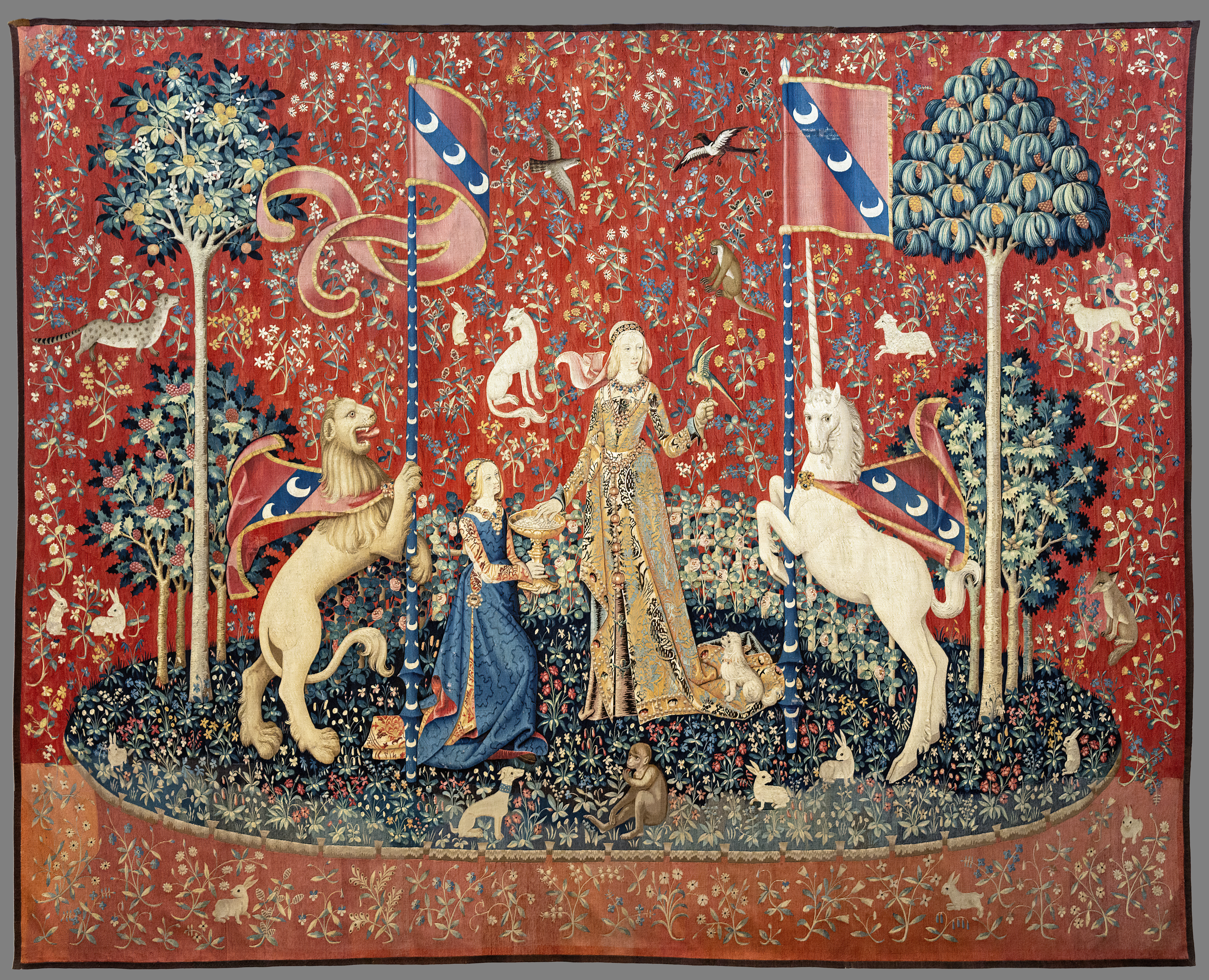
Il gusto
L'udito
La vista
L'olfatto
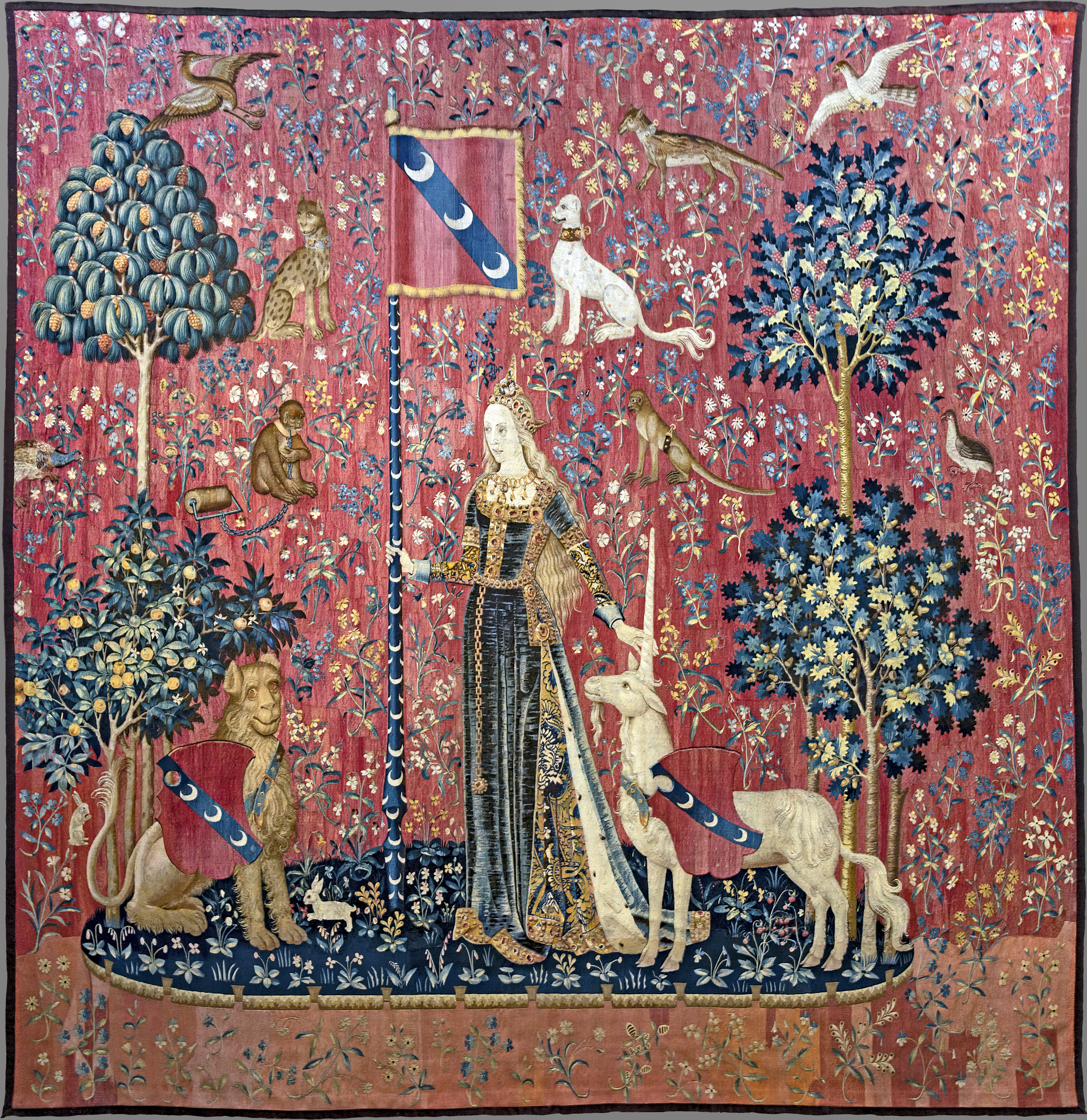
Il tatto
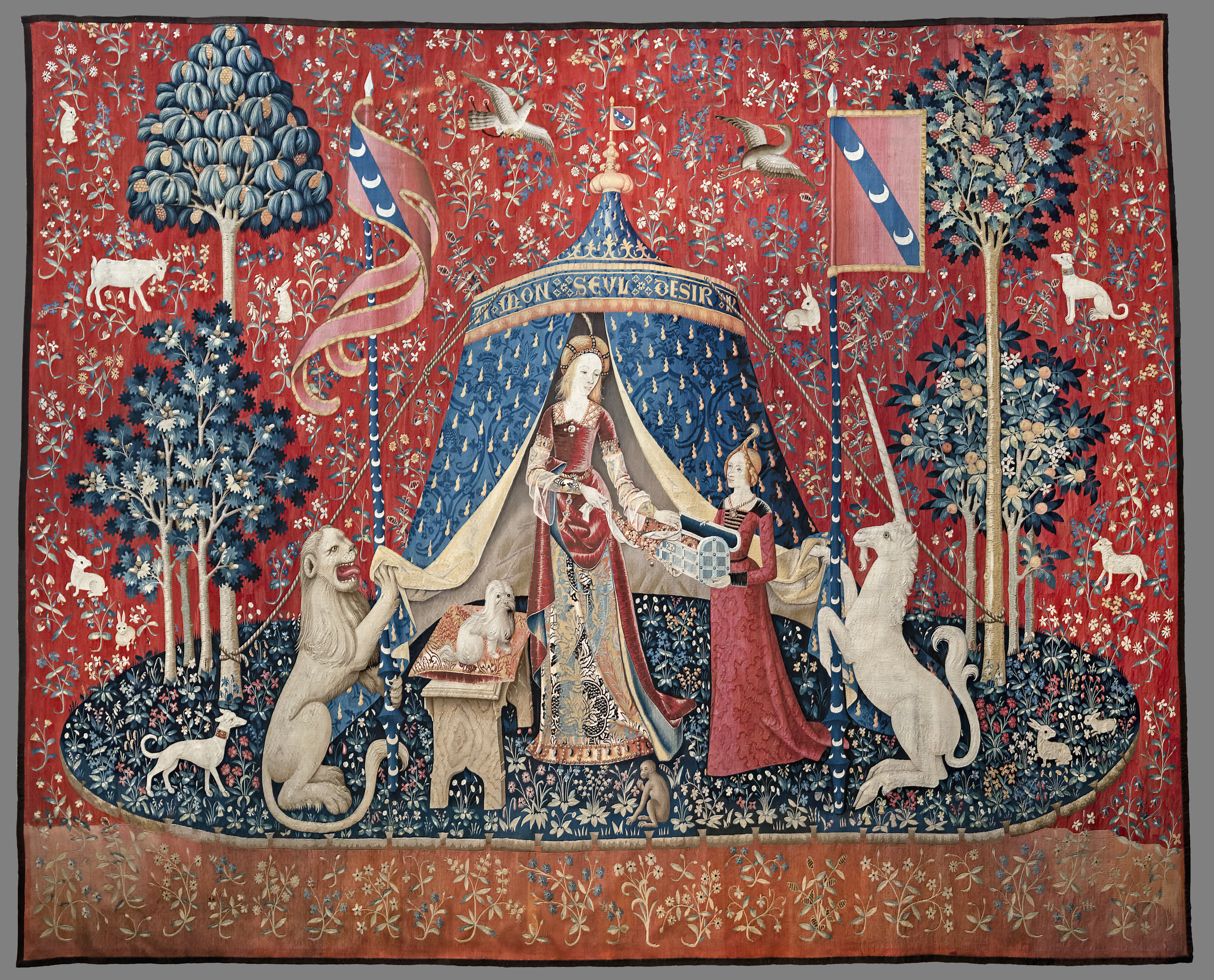
A mon seul désir

È composto da sei pannelli, tutti con lo sfondo rosso, con al centro la dama con l'unicorno e il leone e intorno altri piccoli animali, alberi e fiori. Gli stendardi e gli scudi portano l'emblema di Jean Le Viste. Cinque pannelli sono dedicati ai sensi:
- il gusto: la dama sta prendendo un dolce dall'alzata che le offre una ancella. Ai suoi piedi anche la scimmietta sta mangiando un dolce. Il leone e l'unicorno reggono stendardi e portano mantelli con l'emblema con le tre mezzelune.
- L'udito: la dama suona un organo appoggiato su un tavolo, l'ancella aziona il mantice che dà aria allo strumento.
- La vista: l'unicorno si contempla in uno specchio retto dalla dama, seduta con le zampe dell'animale in grembo.
- L'olfatto: la dama prepara una corona con i fiori che l'ancella le porge su un piatto; altri fiori con cui gioca la scimmietta sono stati raccolti in un cestino.
- Il tatto: la dama accarezza con la mano sinistra il corno dell'unicorno e con la destra regge una bandiera.
- A mon seul désir: quest'ultimo pannello, più grande degli altri, differisce nello stile ed è di più difficile interpretazione. La dama si trova di fronte a una tenda, che porta in alto la scritta A Mon Seul Désir ("al mio unico desiderio") tenuta aperta dall'unicorno e dal leone. Nelle mani tiene un velo che contiene la collana, che portava negli altri arazzi, e la ripone nel cofanetto che le porge l'ancella.

## Influenza
- A questo ciclo si ispira il romanzo di Tracy Chevalier The Lady and the Unicorn.